# الهشم (قرية)

تعديل مصدري - تعديل

الهشم هي إحدى قرى الجمهورية اليمنية. وهي تتبع جغرافيًا لمحافظة تعز. وإداريًا لمديرية ماوية. يبلغ تعداد سكانها449 نسمة حسب التعداد السكاني في اليمن في 2004.